# 前田種男

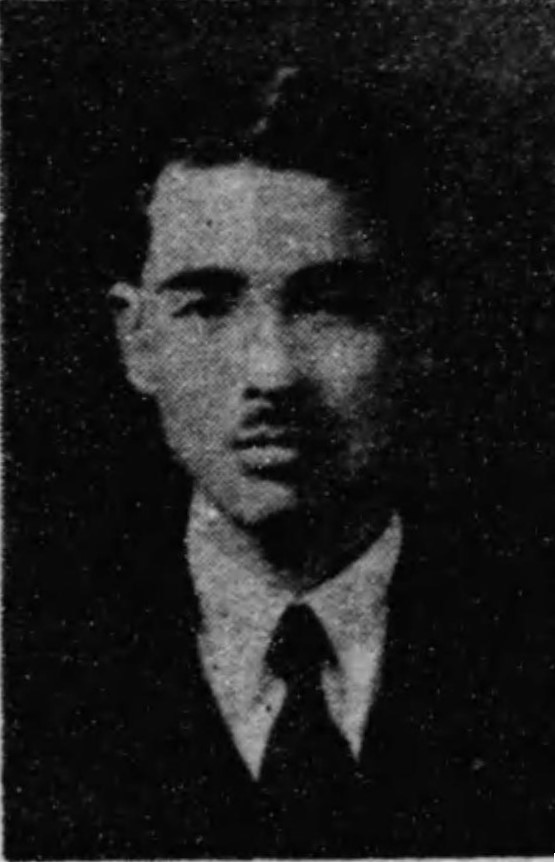
前田種男

前田 種男（まえだ たねお、1902年（明治35年）12月9日 - 1956年（昭和31年）10月31日）は、日本の労働運動家、政治家。衆議院議員。

## 経歴
佐賀県杵島郡大町村（現大町町）で生まれる。
1917年、大阪の発動機製造株式会社（現ダイハツ工業）に鋳物工として勤める。1919年、友愛会に加わる。総同盟大阪連合会執行委員、出入橋診療所常務理事、大阪市会議員などを務め、1934年、大阪機械工作所大争議などの争議の指導を行った。
戦後、大阪金属産業労働組合長、日本労働組合総同盟中央執行委員、同副会長、同全国金属産業労働組合同盟会長などを務めた。
1947年4月、第23回衆議院議員総選挙に大阪府第二区から日本社会党所属で出馬して当選。以後、第25回総選挙まで連続して当選し、衆議院議員を連続三期務めた。この間、日本社会党中央執行委員、同政策審議会労働部長、同国会共闘委員長、同大阪府連委員長などを歴任した。